# L'Été des Lip
Pour les articles homonymes, voir Lip (homonymie).
Pour plus de détails, voir Fiche technique et Distribution.
L'Été des Lip est un téléfilm français réalisé par Dominique Ladoge et diffusé le 5 mai 2012 sur France 3.
Il met en scène l'affaire Lip des années 1970.

## Synopsis
Tulipe a vingt ans, et elle va participer au grand mouvement de grève de l'usine Lip à Besançon en 1973.

## Fiche technique
- Titre original : L'Été des Lip
- Réalisation : Dominique Ladoge
- Scénario : Jean Vautrin, Olivier Pouponneau, Anne-Marie Catois, Arnaud Malherbe
- Musique : Nicolas Jorelle
- Musicien: Jean Marc Lentretien : bass
- Musicien: Dominique Ladoge : harmonica
- Son : Benoit Iwanesko, Laurent Chassaigne, Jean Marc Lentretien
- Décors : Patrick Valverde
- Pays d'origine :  France
- Tournage : Besançon
  - Extérieurs : Besançon (Franche-Comté)
- Production : Jacques Dercourt, Yves Chanvillard, Nadim Cheikhrouha
- Sociétés de production : France Télévisions, Jade Productions
- Format : couleur — 16/9 — stéréo
- Genre : Drame
- Durée : 110 min
- Date de diffusion :  le 5 mai 2012 (France 3)

## Distribution
- Anne-Sophie Franck : Tulipe
- Bernard Blancan : Charles Piaget
- Agnès Soral : Suzanne Forestier
- Frédéric van den Driessche : Claude Neuschwander
- Serge Riaboukine : Giuseppe
- Arno Chevrier : Jipe
- Riton Liebman : Roland Vittot
- Philippe Uchan : Raymond Burgy
- Frédéric Sauzay: Jean Raguenes
- Florian Cadiou : Bruno
- Lizzie Brocheré : Patricia Mélinès
- Xavier Hosten : Sébastien Chaperon
- Hanicka Andres : Colette Lelièvre
- Jean-Claude Durand : Ministre Jean Charbonnel
- Olivier Pajot : Préfet Schmitt
- Eric Borgen : Duvivier
- Thierry Nenez : Maurice Bonnet
- Jean-Pierre Hunot : Louis
- Bruno Paviot : Directeur cabinet Charbonnel
- Christophe Guybet : Directeur cabinet préfet Schmitt
- Jacques Ville : David (Collaborateur Neuschwander)
- François d'Aubigny : Henri (Collaborateur Neuschwander)
- Bernard Daisey : Leplantec (Collaborateur Charbonnel)
- Nicolas Dufour : Fabro (Collaborateur Charbonnel)
- Manuel Bonnet : Dancourt (notable)
- Bernard Bloch : Père Manche
- Jacques Nourdin : le curé de campagne